# خالد الأمين
خالد الأمين (بالإنجليزية: Khalid El-Amin) مواليد 25 أبريل 1979 في منيابولس، هو لاعب كرة سلة أمريكي. بدأ مسيرته الاحترافية في سنة 2000. تم اختياره من قبل فريق شيكاغو بولز خلال الدرافت. يبلغ طوله 5 قدم 10 بوصة (1.8 م). حقق المركز الأول في ألعاب النوايا الحسنة 1998.

## المسيرة الاحترافية
لعب مع شيكاغو بولز في موسم 2000–2001، ثم لعب مع ستراسبورغ أي جي في الدوري الفرنسي في سنة 2002، ثم لعب مع بشكتاش لكرة السلة في الدوري التركي من سنة 2003 إلى 2005، ثم لعب مع تورك تيليكوم في موسم 2007–2008، ثم لعب مع فريق شركة الإتصالات التركية في سنة 2009.

## الميداليات
| الميدالية | المسابقة                  |
| --------- | ------------------------- |
| ذهبية     | ألعاب النوايا الحسنة 1998 |

## روابط خارجية
- خالد الأمين على موقع الدوري الأوروبي لكرة السلة (الإنجليزية)
- خالد الأمين على موقع إن بي أي (الإنجليزية)
- خالد الأمين على موقع سبورتس رفرنس (الإنجليزية)
- خالد الأمين على موقع كرة السلة الأوروبية.كوم (الإنجليزية)
- خالد الأمين على موقع كلية كرة السلة في سبورتس رفرنس.كوم (الإنجليزية)
- خالد الأمين على موقع ريلجم (الإنجليزية)
- خالد الأمين على موقع بروبوليرز (الإنجليزية)
- خالد الأمين على موقع سبورتس رفرنس (الإنجليزية)